# Consejo Consultivo de Canarias

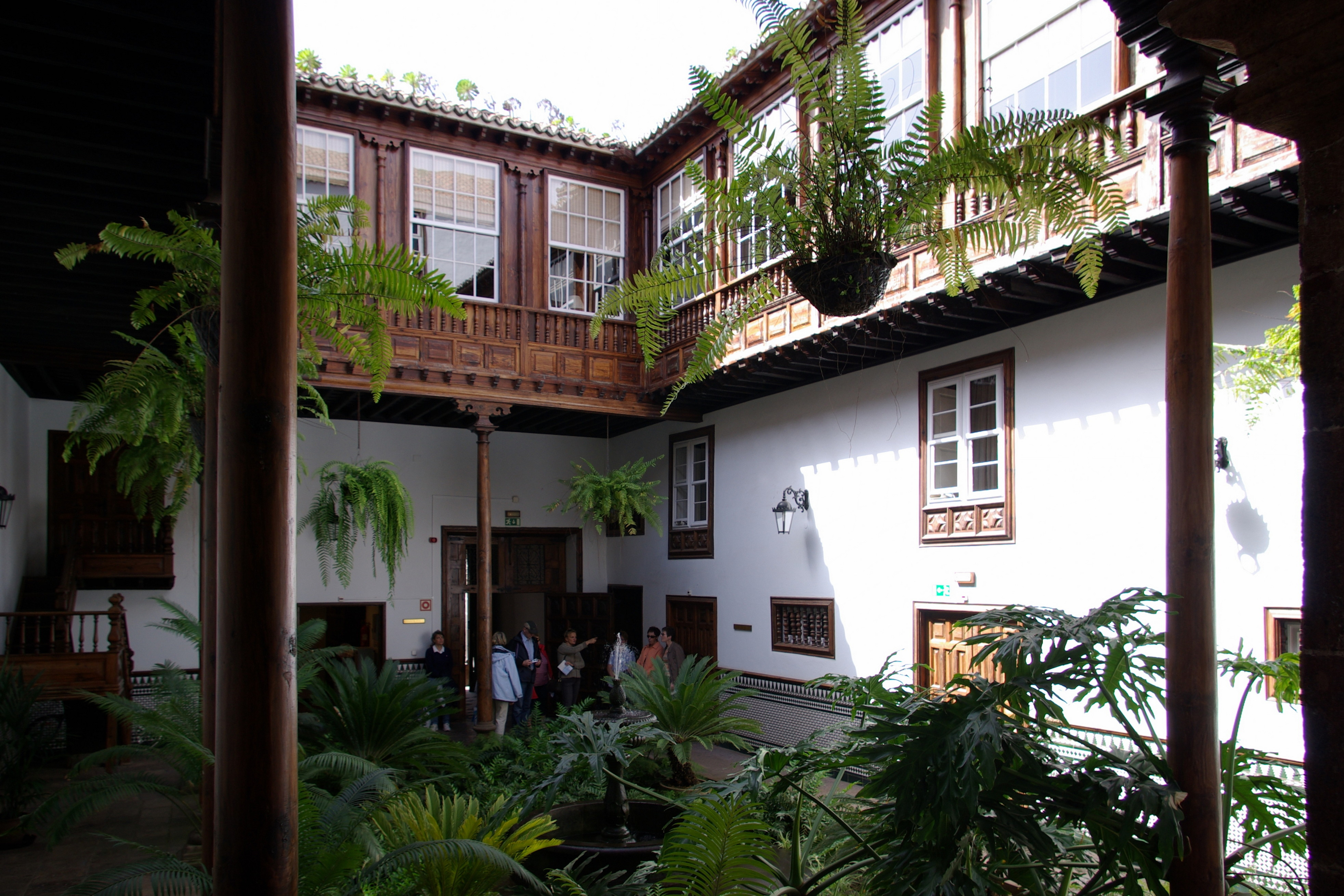
Patio interior de la Casa Montañés de La Laguna, Sede del Consejo Consultivo de Canarias.

El Consejo Consultivo de Canarias es el supremo órgano consultivo de la comunidad autónoma de Canarias, con el mismo rango que el Diputado del Común. Es una institución independiente de los restantes poderes, instituciones u organismos de la Comunidad, ejerciendo sus funciones con autonomía. Su actuación excluye la intervención de cualquier otro organismo consultivo autonómico o estatal, y tras la emisión de su dictamen no puede intervenir en el procedimiento ninguna otra institución o cargo. La sede del Consejo se encuentra en la Casa Montañés, ubicada en la calle San Agustín (San Cristóbal de la Laguna).
La tarea del Consejo Consultivo viene determinada por el artículo 44 del Estatuto de Autonomía y consiste en velar por la adecuación a la Constitución y al Estatuto de los proyectos y proposiciones de Ley del Parlamento, fiscalizar la actuación administrativa y defender los derechos de los ciudadanos en determinados procesos administrativos. 
La actividad del Consejo se lleva a cabo siempre a petición de una autoridad legitimada, ya sea de forma preceptiva o facultativa. El dictamen emitido es normalmente no vinculante, salvo que la Ley expresamente disponga lo contrario. Las autoridades canarias legitimadas para solicitar dicho dictamen son el presidente del Parlamento de Canarias, el Presidente del Gobierno Canario, los Consejeros, los Presidentes de los Cabildos Insulares, los Alcaldes y los Rectores de las Universidades de la Comunidad.

## Organización
El Consejo Consultivo de Canarias está integrado por siete Consejeros nombrados por el presidente de la comunidad autónoma de Canarias; cuatro a propuesta del Parlamento de Canarias, por mayoría de dos tercios de sus miembros, y tres a propuesta del Gobierno. En ambos casos, elegidos entre juristas de reconocida competencia y prestigio, con más de quince años de ejercicio profesional. Los Consejeros se nombran simultáneamente por un períodos de cuatro años, con la excepción de sustituciones y en el supuesto de que no se logre la mayoría parlamentaria de dos tercios, en cuyo caso podrán seguir los Consejeros designados por el Parlamento en el período anterior hasta que se logre dicha mayoría.
El Presidente del Consejo consultivo de Canarias será elegido de entre sus miembros por mayoría absoluta y mediante votación secreta, proponiéndose su nombramiento al presidente de la comunidad autónoma de Canarias. Si no se alcanzase dicha mayoría en una primera votación, se procederá de inmediato a una nueva, resultando elegido quien obtuviera mayor número de votos; en caso de empate, se procederá seguidamente a una nueva votación y de repetirse será designado el de mayor edad.
El Consejo se organiza en el pleno y en dos secciones, denominadas Primera y Segunda. El pleno debate y aprueba los dictámenes solicitados por el presidente de Canarias o el presidente del Parlamento. Las secciones están integradas por tres miembros designados por el pleno, y llevan a cabo el debate y votación de los restantes dictámenes.

## Sede

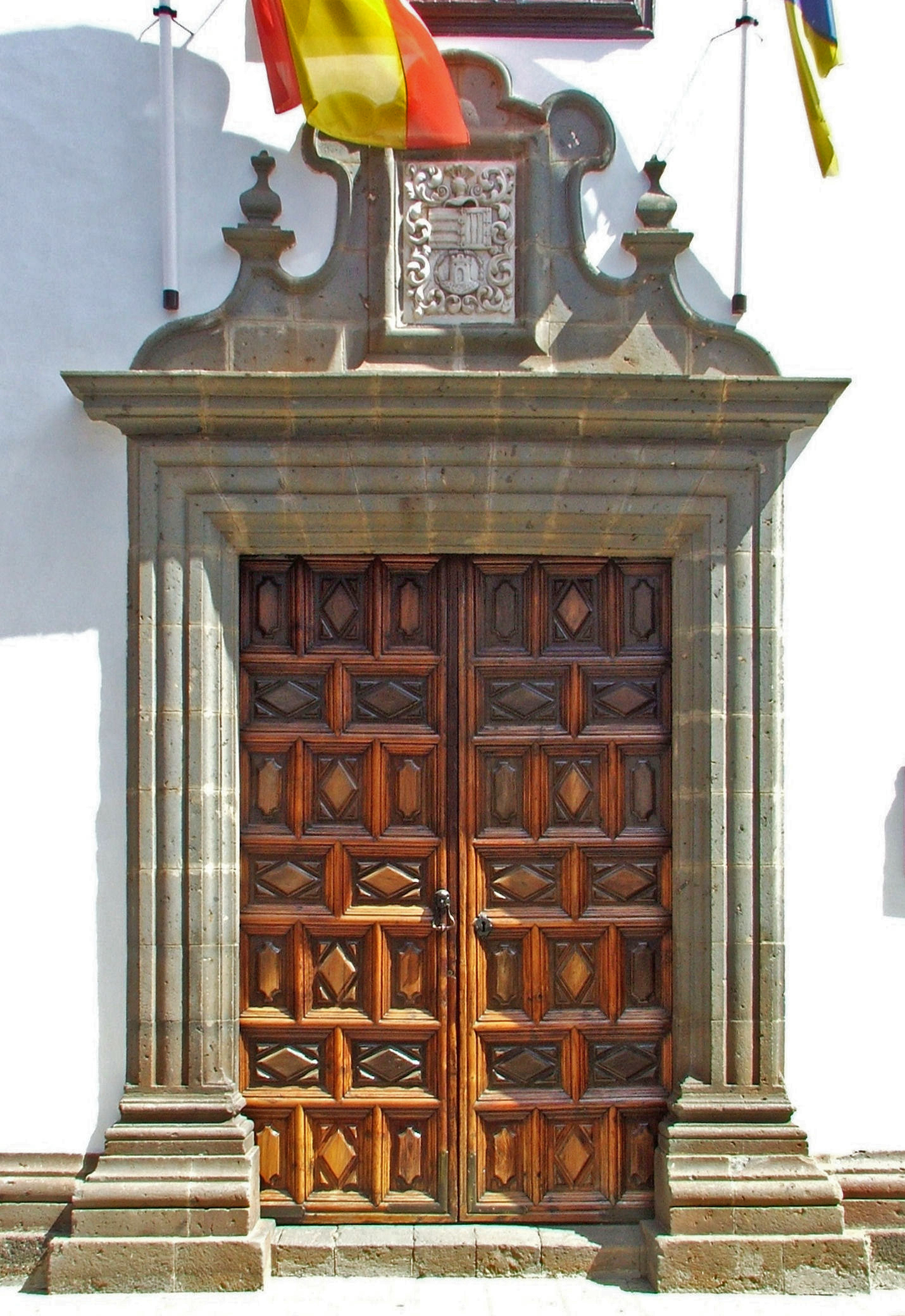
Puerta de la Casa Montañés, sede del Consejo.

La sede del Consejo Consultivo de Canarias se sitúa en la Casa Montañés, un inmueble situado en San Cristóbal de La Laguna. Su nombre deriva de la familia de Don Francisco Gabriel Montañés del Castillo y Machado, sargento mayor de caballería. El edificio fue adquirido por la comunidad autónoma de Canarias en 1985, y destinado desde 1986 a sede del Consejo.
Esta edificación del siglo XVIII de estilo tradicional canario consta de dos plantas, paredes de piedra y barro, encaladas de entramados horizontales, con techos y galerías del patio en madera de tea. En el dintel de su portada luce el escudo de armas de los Montañés; traspasada la puerta principal, el zaguán comunica con un primer patio interior, en cuyo centro está situada una fuente de piedra. Las habitaciones de esta parte constituían antiguamente las estancias principales, mientras que en el patio posterior se ubicaban las dependencias del servicio. El inmueble está decorado con pinturas murales de reciente creación; obras de finales del XIX como las de Marcelino Oraá y Cólogan; así como lámparas, consolas, espejos y otro mobiliario original del mismo.[cita requerida]